# Citizens Arrest
Citizens Arrest is een Amerikaanse hardcoreband uit New York die bestond van 1989 tot 1991 en werd opnieuw geformeerd in 2010.

## Bezetting
Oprichters
- Ted Leo (zang, 1989, 2010–2013)
- Janis Chakars (gitaar)
- Joseph Martin (basgitaar)
- Daryl Kahan (drums)

Huidige bezetting
- Daryl Kahan (zang)
- Janis Chakars (gitaar)
- Joseph Martin (basgitaar)
- Derik Moore (drums, sinds 2015)

Voormalige leden
- Patrick Winter (drums, 1990–1991, 2010–2015)

## Geschiedenis
Citizens Arrest is in 1989 opgericht door Ted Leo (zang), Janis Chakars (gitaar), Joseph Martin (bas) en Daryl Kahan (drums). Ze hadden elkaar eerder ontmoet in een hardcore platenwinkel rond de New Yorkse hardcore club CBGB. De bandnaam is de titel van een stuk van het debuutalbum van de Bostonse hardcoreband Negative FX. Na het opnemen van een demo-album verliet zanger Leo de band en nam Kahan, die ook drums speelde bij Born Against, het over. Fanzine-maker Patrick Winter werd de nieuwe Citizens Arrest-drummer. Eerst verschenen individuele stukken van de band op hardcoresamplers en een grindcore sampler van Slap-a-Ham Records. Een ep en een album werden geproduceerd door Don Fury, een flexidisc met live-opnamen van een concert in de CBGB werd ook uitgebracht. De band maakte deel uit van de Lower East Side Club ABC No Rio.
De focus daar op hardcore bands ontwikkelde zich, nadat de CBGB om verzekeringsredenen geen hardcore shows meer boekte. Citizens Arrest was een van de eerste hardcorebands die regelmatig bij ABC No Rio speelde en de leden namen deel aan de organisatie van de hardcore evenementenreeks. Citizens Arrest vertegenwoordigde dus een alternatieve manier om New York hardcore te ontwikkelen, die meer vorm kreeg door mannelijke stereotypen, terwijl het circuit onder leiding van Citizens Arrest in ABC No Rio een beleid volgde dat strikt gericht was tegen seksisme en geweld. In 1991 ging de band uit elkaar vanwege muzikale verschillen. Zanger Kahan gaf in een interview aan dat financiële redenen de ontbinding hadden kunnen veroorzaken: In 1991 kreeg Citizens Arrest het aanbod om te spelen in een van de lucratieve, door grote labels ondersteunde "Superbowl of Hardcore" shows, wat de band onder de indruk van een destijds in het circuit gevoerd debat over de voor- en nadelen van de artistieke onafhankelijkheid van grote labels weigerde. Kahan beschreef deze stap achteraf als de grootste fout in onze carrière en ging ervan uit dat de band anders minstens nog een album had kunnen uitbrengen of op tournee zou zijn gegaan.
Daryl Kahan werkte als zanger bij Assück na de scheiding van Citizens Arrest. De oorspronkelijke zanger Ted Leo was de zanger van de alternatieve band Chisel en richtte eind jaren 1990 Ted Leo & the Pharmacists op. De andere leden bleven ook trouw aan de muziek en speelden soms samen in kleinere, lokale hardcorebands, waaronder Chakars, Martin en Leo bij Hell No, die in de jaren 1990 drie albums uitbrachten. In 1994 bracht het Duitse label Lost and Found Records een Citizens Arrest-compilatiealbum uit met alle stukken van de band die in de studio werden geproduceerd. In 2010 werd Citizens Arrest opnieuw geformeerd in de laatste bezetting. Drie jaar lang was de oorspronkelijke zanger Ted Leo er ook als tweede gitarist. Patrick Winter verliet de band in 2015 en werd vervangen door Derik Moore.

## Stijl
Het Canadese tijdschrift Exclaim omschreef de muziek van de ep Soaked in Others Blood uit 2011 als levendige punkberichten vol dikke gitaarakkoorden, Blitzkrieg-achtige beats en ruwe zang. De Duitse muziekjournalist Matthias Mader neemt de muziek van Citizens Arrest op onder de naam progcore, waarmee hij een samensmelting van New York hardcore en grindcore verstaat. Hij omschrijft de muziek als zeer origineel voor New York, (...) rude speedcore met een onafhankelijk geluid en beknopte, manische zang. The Ox-Fanzine definieert de muziek van Citizens Arrest als een mix van Britse crustcore in de stijl van Extreme Noise Terror en New York hardcore en beoordeelt het als wild, krachtig en meer energiek dan hedendaagse NYHC-bands. Muziekjournalist Tony Rettman nam de ep A Light in the Darkness op in zijn lijst Fifty Essential NYHC 7 Records. De bandleden beschrijven de Cro-Mags en Cause for Alarm zelf als muzikale voorbeelden. Tekstueel onderscheidt Citizens Arrest zich van de naar zichzelf verwijzende Unity-teksten van New York Hardcore en richt het zich op politieke onderwerpen die verband houden met anarcho-punk, zonder zichzelf als een politieke band te beschouwen. Een uniek stilistisch kenmerk binnen het hardcore-circuit was het gebruik van motieven van premoderne schilderkunst voor het omslagontwerp: Voor de ep A Light in the Darkness werd de afbeelding Klosterfriedhof im Schnee van Caspar David Friedrich gebruikt, voor het album Colossus de gelijknamige afbeelding van Francisco de Goya.

## Discografie
- 1989: Citizens Arrest (Lifetime Records)
- 1990: A Light in the Darkness (ep, Wardance)
- 1990: Citizen Arrest (ep, Rebound Records)
- 1991: Colossus (Vermiform)
- 1994: Citizens Arrest (compilatiealbum, Lost and Found Records)
- 2011: Soaked in Others Blood (ep, Painkiller Records)